# (4820) Fay
(4820) Fay es un asteroide perteneciente al cinturón de asteroides, descubierto el 15 de septiembre de 1985 por Carolyn Shoemaker desde el Observatorio del Monte Palomar, Estados Unidos.

## Designación y nombre
Designado provisionalmente como 1985 RZ. Fue nombrado Fay en honor a la piloto estadounidense Fay Gillis Wells, miembro fundadora, historiadora y guía espiritual del organismo "Noventa y Nueve", una organización internacional que ahora suman cerca de 7.000 pilotos de mujeres de 35 países.

## Características orbitales
Fay está situado a una distancia media del Sol de 2,859 ua, pudiendo alejarse hasta 3,862 ua y acercarse hasta 1,856 ua. Su excentricidad es 0,350 y la inclinación orbital 12,44 grados. Emplea 1766 días en completar una órbita alrededor del Sol.

## Características físicas
La magnitud absoluta de Fay es 11,9. Tiene 8,599 km de diámetro y su albedo se estima en 0,455.